# Алиева, Джейран
Джейран Алиева (азерб. Ceyran Əliyeva, род. 3 января 1995 года, Баку, Азербайджан) — азербайджанская волейболистка, игрок сборной Азербайджана и бакинского клуба «Азерйол». Выступает на позиции либеро.

## Биография
Родившаяся 3 января 1995 года в Баку Джейран Алиева, впервые начала заниматься волейболом в спортивной школе бакинского поселка Ахмедлы под руководством тренера Коржовой Татьяны Семеновны. Кумиром волейболистки является одна из лучших азербайджанских волейболисток Валерия Коротенко.

## Клубная карьера
- 2013—2014 — «Азеррейл» Баку
- С 2014 — «Азерйол» Баку

Летом 2014 года клуб азербайджанской женской волейбольной лиги - «Азерйол» Баку продлил на один год контракт с Джейран Алиевой.

## Сборная Азербайджана
С 2010 года защищает цвета юниорской сборной Азербайджана.  Была включена в состав основной сборной страны в августе 2014 года. В составе сборной Азербайджана принимала участие на чемпионате мира 2014 года, проходившим в Италии.

## Турниры
| №    | Турнир                                                       |
| ---- | ------------------------------------------------------------ |
| 2010 | Чемпионат Европы по волейболу среди девушек 2010             |
| 2012 | Чемпионат Европы по волейболу среди девушек 2012             |
| 2013 | Чемпионат Европы по волейболу среди женщин 2013              |
| 2014 | Чемпионат мира по волейболу среди женщин 2014 — квалификация |
| 2014 | Женская волейбольная Евролига 2014                           |
| 2015 | Чемпионат Европы по волейболу среди женщин 2015              |

## См.также
- Женская сборная Азербайджана по волейболу
- Волейбол в Азербайджане